# Sunnanå
Sunnanå is een plaats in de gemeente Söderhamn in het landschap Hälsingland en de provincie Gävleborgs län in Zweden. De plaats heeft 126 inwoners (2005) en een oppervlakte van 58 hectare.